# Перикард
Перика́рд чи серцева сумка (лат. pericardium) — зовнішня сполучнотканинна оболонка серця. Являє собою тонкий, але щільний мішок, в якому розташоване серце. Перикард відгороджує серце від інших органів грудної клітки, сприяє кращому наповненню передсердь серця кров'ю, не дозволяє серцю зсуватися і перерозтягуватися при виконанні фізичного навантаження.

## Будова
Перикард складений з двох частин: зовнішнього фіброзного перикарда і внутрішнього серозного. Серозний перикард належить до серозних оболонок.
- Фіброзний перикард — оболонка зі щільної сполучної тканини. Призначенням його є фіксація серця до навколишніх структур (діафрагми, стінок великих судин і внутрішньої поверхні груднини).
- Серозний перикард — оболонка з тонкої сполучної тканини. Збудована з двох вкладених один в одного листків. Зовнішній листок прилягає до фіброзного перикарда (це власне перикард), а внутрішній листок безпосередньо покриває серце і має назву епікард (epicardium). Між листками в нормі є щілиноподібний простір — перикардіальна порожнина чи порожнина серцевої сумки (cavitas pericardialis), що містить певну кількість серозної рідини[1]. У нормі в порожнині перикарда є близько 25 мл рідини. Вона грає роль своєрідного «мастила», що полегшує тертя його листків.

## Клінічне значення
- Запалення перикарда називають перикардитом. У тяжких випадках хвороба переходить у хронічну форму, що спричиняє утворення щільного рубця, який створює перешкоди нормальній роботі серцевого м'яза. Це ускладнення відоме як констриктивний перикардит. Для його лікування іноді мусять проводити перикардіектомію — видалення перикарда[2].
- Під час запалення у порожнині може накопичуватися рідина, тоді говорять про перикардіальні випоти. Накопичення рідини може викликати стискання серця — серцеву тампонаду, спричиняючи затримку дихання і різке падіння артеріального тиску. Випоти видаляють проведенням процедури перикардіоцентезу: для діагностики хвороби чи з метою усунення тампонади[3].